# Na Deribasowskiej ładna pogoda, ale pada na Brighton Beach
Na Deribasowskiej ładna pogoda, ale pada na Brighton Beach – rosyjsko-amerykańska komedia sensacyjna w reżyserii Leonida Gajdaja z 1992 roku.

## Opis fabuły
Trwają przygotowania do spotkania na szczycie prezydentów USA i ZSRR, ale stoi ono pod znakiem zapytania bo szefowi działającej w USA rosyjskiej mafii Rabinowiczowi udaje się założyć podsłuch na gorącą linię, łączącą Kreml z Białym Domem. Do USA wyjeżdża superagent z KGB - Fiodor Sokołow, który we współpracy z agentką CIA, Mary Star ma dotrzeć do kierownictwa organizacji mafijnej.
W 1993 był najczęściej wypożyczanym filmem video w Moskwie.

## Główne role
- Dmitrij Charatjan jako agent Fiodor Sokołow
- Kelly McGrill jako agentka Mary Star
- Andriej Miagkow jako wujek Misza
- Michaił Kokszenow jako Krawczuk
- Jurij Wołyncew jako generał KGB
- Emmanuil Witorgan jako szef CIA
- Mamuka Kikaleiszwili jako Culadze, właściciel kasyna
- Władimir Siedow jako George H.W. Bush
- Leonid Kurawlow jako Michaił Gorbaczow
- Rusłan Achmetow jako Nazrulajew
- Władimir Fierapontow jako Codrianu
- Spartak Miszulin jako eunuch
- Nikołaj Parfionow jako pułkownik Pietrienko
- Jewgienij Wiesnik jako Monia
- Natalia Kraczkowska jako żona Monii
- Sasza Łoje jako Sioma
- Stanisław Striełkow jako kapitan Kamikadzew